# 量子阱
量子阱（英語：Quantum well）是指具有离散能量值的势阱。
为了形成量子化，可以把能够在三维空间自由运动的粒子束缚在一个平面区域。当量子阱的厚度达到载流子（电子或空穴）对应物质波的波长相同的数量级时，量子束缚效应就可以发生，造成子能带（energy subband），也就是说载流子只能具有离散的能量值。